# Greta Arwidsson

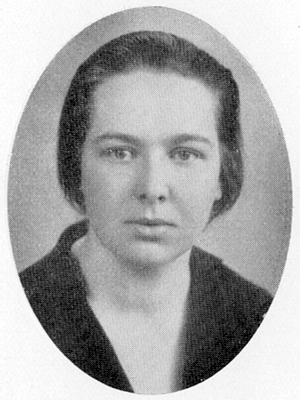
Greta Arwidsson

Greta Arwidsson (* 5. Juli 1906 in Uppsala, Schweden; † 31. Januar 1998 in Stockholm, Schweden) war eine schwedische Archäologin. Neben anderen Arbeiten ist sie vor allem bekannt für ihre Untersuchungen über die Valsgärde-Gräber, welche in den 1940er bis 1970er Jahren veröffentlicht wurden. Als erste Frau Schwedens wurde sie Professor für Skandinavische und Vergleichende Archäologie.

## Frühes Leben und Ausbildung
Greta Arwidsson wurde am 5. Juli 1906 in Uppsala als Tochter des Ichthyologen und Fischereiforschers Ivar Arwidsson (1873–1936) und der Volkskundlerin Anna Arwidsson, geborene Jacobsson, (1878–1935) geboren. Sie hatte zwei Brüder. Ihre Vorfahren stammten aus Finnland. Einer ihrer Vorfahren war Adolf Ivar Arwidsson (1791–1858), ein Historiker und Publizist, der wegen seiner politischen Tätigkeit das damals russische Finnland verlassen musste und nach Schweden emigrierte.
Ihr Vater hatte in Uppsala und Stockholm studiert und 1907 promoviert. Von 1906 bis 1921 war er staatlicher Fischereiassistent, ab 1921 Co-Kurator am Zoologischen Museum in Uppsala und ab 1923 Dozent für Zoologie an der Universität. Mit seinen Schriften leistete er bedeutende Beiträge auf dem Gebiet der Meeresbiologie. Er war für das Nordische Museum tätig. In Nordschweden und Norwegen unternahm er ab seinem 27. Lebensjahr lange Ski- und Schneeschuhwanderungen. Um 1909 begann er mit dem Sammeln von Gegenständen aller Art und schließlich vor allem alten Fischereigeräten. Insgesamt erweiterte er die Sammlungen um etwa 600 Gegenstände. Seine berufliche Tätigkeit beeinflusste Greta Arwidssons private und berufliche Interessen. Neben der Archäologie wurde das Angeln zu ihrer Lieblingsbeschäftigung.
Ab 1923 war ihre Mutter ebenfalls für das Nordische Museum tätig. Sie widmete sich der Aufzeichnung mündlicher Volkstraditionen. Ihre Aufzeichnungen umfassen mehr als 5000 Blätter im Folioformat, dazu kommen zahlreiche andere Objekte, die sie sammelte. Es gelang ihr, das Vertrauen der Menschen zu gewinnen, wobei ihr besonderes Interesse den Lebensbedingungen und den sozialen Bedingungen der Kommunikation galt. Anna Arwidsson starb 1935. Sie war seit langem krank gewesen, so dass Greta Arwidsson nach eigener Aussage schon als Schulkind den Haushalt leitete.
Greta Arwidsson wurde von ihren Eltern bereits früh zu öffentlichen Vorträgen gebracht, darunter auch ein Vortrag von Oscar Montelius und Gabriel Gustafson über den Oseberg-Fund.
Ihre Schulzeit verbrachte sie in Uppsala. Ursprünglich wollte sie Lehrerin werden. Ab 1924 studierte sie an der Universität Uppsala und erwarb 1930 einen fil.mag. in Latein, Geografie und Geschichte. In diesem Jahr begann sie jedoch bei Sune Lindqvist Nordische Archäologie zu studieren, an den Valsgärde-Ausgrabungen zu arbeiten und fing an, die dort gefundenen Schiffsgräber zu untersuchen und zu veröffentlichen. In dieser Zeit wurde sie einer der angesehensten Studenten Lindqvists. Ihre erste Veröffentlichung erschien 1932, weitere folgten. 1935 bekam sie ihren fil. lic. Freunde und Kollegen nannten sie Assar.
Sie erhielt ihren fil. dr. 1942, demselben Jahr, in dem sie ihre erste Valsgärde-Monografie veröffentlichte (über Valsgärde 6), mit der Dissertation Vendelstile: Email und Glas im 7.-8. Jahrhundert.

## Karriere
Ihre Museumskarriere begann 1933, als sie am Gustavianum arbeitete (bis 1937). Vor dem Ausbruch des Zweiten Weltkriegs, im Winter 1938/39, begab sie sich auf die damals übliche Grand Tour für Archäologen in der Ausbildung durch Museen in England, Frankreich, die Niederlande und zuletzt Deutschland. (Das Svenskt kvinnobiografiskt lexikon nennt des Weiteren Belgien und Großbritannien statt England.)
Von 1936 bis 1941 arbeitete Arwidsson regelmäßig als Altertumsforscherin am Statens Historiska Museum, erst in der Steinzeit- und Bronzezeit-Abteilung, dann in der Eisenzeit-Abteilung. Von 1942 bis 1946 war sie Dozentin für Skandinavische und Vergleichende Archäologie an der Universität Uppsala. In den Sommern 1943 und 1944 arbeitete sie am Jamtli-Museum.
1946 wurde sie auf Gotland Landesarchivarin und Leiterin der archäologischen Sammlung, eine Tätigkeit, der sie sich, anders als ihre Vorgänger, mit großem Enthusiasmus widmete. Der Schutz des Kulturerbes war ihre Aufgabe. Es gelang ihr durch persönliche Ansprache Geldmittel für Ausgrabungen und die Restaurierung der verfallenen Stadtmauer von Visby aufzutreiben. In den zehn Jahren, die sie auf Gotland arbeitete, erwarb sie sich Bekanntheit und Respekt. Auf der Insel wurde sie Forngreta genannt.
1956 wurde Arwidsson als erste Frau Schwedens Professor für Skandinavische und Vergleichende Archäologie, als sie eine Stelle an der Universität Stockholm annahm. Anfangs setzte sie ihre Ausgrabungen auf Gotland fort. Nachdem sie diese beendet hatte, begann sie mit Ausgrabungen auf der Insel Lovön im Mälaren zusammen mit Berit Wallenberg, die auf Lovön lebte.
Von 1958 bis 1961 war sie auch Dekanin der Fakultät für Geisteswissenschaften und Mitglied des Hochschulrates. Sie lehrte in dieser Position bis 1973, als sie Professorin emerita wurde. Sie war beteiligt an der Umwandlung in eine Universität 1960 und den Plänen zum Bau des Frascati-Campus. Dank ihr konnte der Osteologe Nils Gustaf Gejvall gehalten und mit einer Spende von König Gustaf VI. Adolf 1967 ein Forschungslabor gegründet werden.
Während ihres Ruhestands publizierte sie einige ihrer früheren Arbeiten. 1977 veröffentlichte sie Valsgärde 7, nachdem sie 1954 bereits Valsgärde 8 veröffentlicht hatte, und gab von 1984 bis 1989 eine Sammlung der Artikel über Birka heraus, einschließlich 36 Artikeln, die sie selbst verfasst hatte.

## Persönliches
Arwidsson starb ab 31. Januar 1998. Ihr Grab befindet sich auf dem Alten Friedhof Uppsala. Sie war nie verheiratet und hatte keine Kinder.

## Ehrungen
- 1963 wurde sie als erste Frau in die Vitterhetsakademien aufgenommen.[1]
- 1954 wurde sie aufgrund ihrer internationalen Bedeutung Mitglied der Kongelige Nordiske Oldskriftselskab.[6]
- 1974 wurde sie Honorary Fellow der Society of Antiquaries of London.[3]
- 1978 wurde sie Mitglied des Deutschen Archäologischen Instituts.[6]

## Schriften
- Vendelstile: Email und Glas im 7.-8. Jahrhundert. Inaugural-Dissertation der humanistischen Sektion der Philosophischen Fakultät zu Uppsala. Almqvist och Wiksells boktryck, 1942, DNB 57877187X, OCLC 872286610.
- Some Glass Vessels from the Boar-Grave Cemetery at Valsgärde. In: Acta Archaeologica. Vol. III. Munksgaard, 1932, OCLC 224473962, ZDB-ID 210251-1, S. 251–266.
- A New Scandinavian Form of Helmet from the Vendel-Time. In: Acta Archaeologica. Vol. V. Munksgaard, 1934, OCLC 224473962, ZDB-ID 210251-1, S. 243–257.
- Valsgärde 6. In: Die Gräberfunde von Valsgärde. Vol. I. Almqvist & Wiksells Boktryckeri A.B., Uppsala 1942, DNB 578771861.
- Valsgärde 8. In: Die Gräberfunde von Valsgärde. Vol. II. Almqvist & Wiksells Boktryckeri A.B., Uppsala 1954, DNB 363295003.
- Valsgärde 7. In: Die Gräberfunde von Valsgärde. Vol. III. Uppsala universitets museum för nordiska fornsaker, Uppsala 1977, ISBN 91-506-0113-X.
- Greta Arwidsson, Jan Peder Lamm, Hans-Åke Nordström: Vendel Period Studies: transactions of the Boat-Grave Symposium in Stockholm, February 2–3, 1981. In: Studies – The Museum of National Antiquities, Stockholm. Vol. 2. Statens Historiska Museum, Stockholm 1983, ISBN 978-91-7192-547-3, Valsgärde, S. 71–82.